# Zatoka Tugurska
Zatoka Tugurska (ros. Тугурский залив, Tugurskij zaliw) – zatoka położona w południowej części Morza Ochockiego, wzdłuż wybrzeży Rosji, w Kraju Chabarowskim. Ma około 75 km długości i 37 km szerokości (przy wejściu), a jej powierzchnia wynosi 1800 km2. W 2009 roku powstał projekt zbudowania w zatoce elektrowni pływowej o mocy 7980 MW, wykorzystującej występujące w niej pływy o średniej wysokości wynoszącej 4,74 m. W pobliżu wejścia do zatoki znajdują się Wyspy Szantarskie. Do zatoki uchodzi rzeka Tugur. W 1844 roku do zatoki dotarł Alexander von Middendorff.